# Focke-Wulf Fw 55
O Focke-Wulf Fw 55 foi uma aeronave de treino da Focke-Wulf.
Essencialmente uma modificação do Albatros Al 102, o Fw 55 L tinha um trem de aterragem em terra e o Fw 55 W tinha flutuadores para amaragem.